# Zatypota anomala
Zatypota anomala là một loài tò vò trong họ Ichneumonidae.

## Hình ảnh

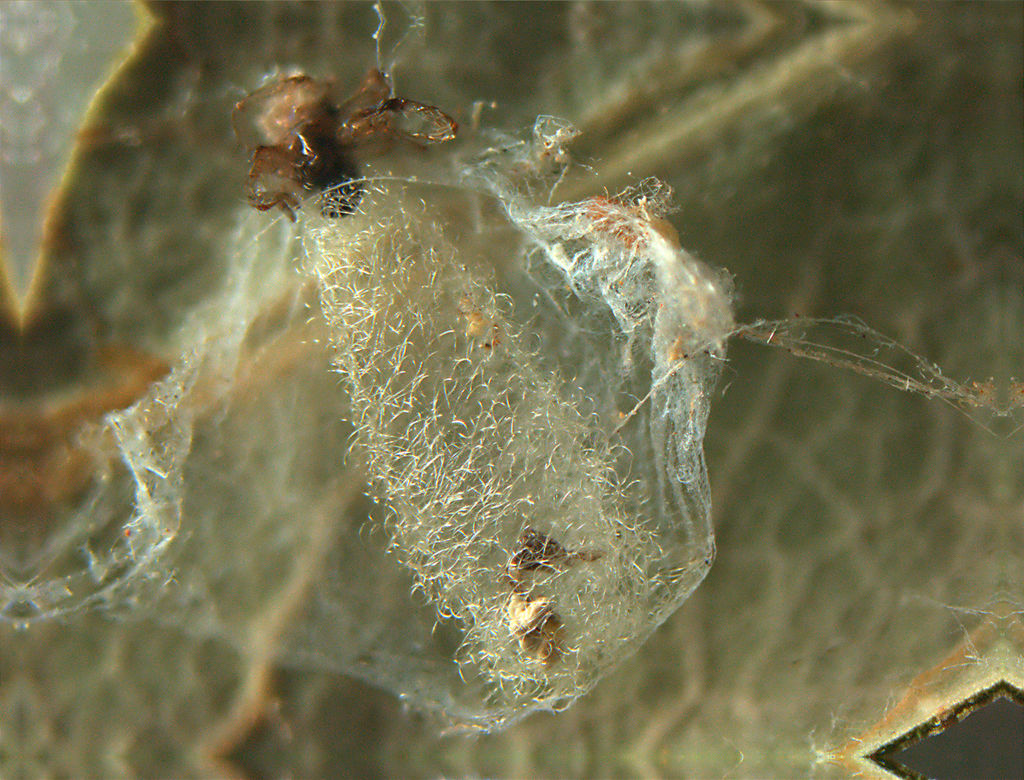
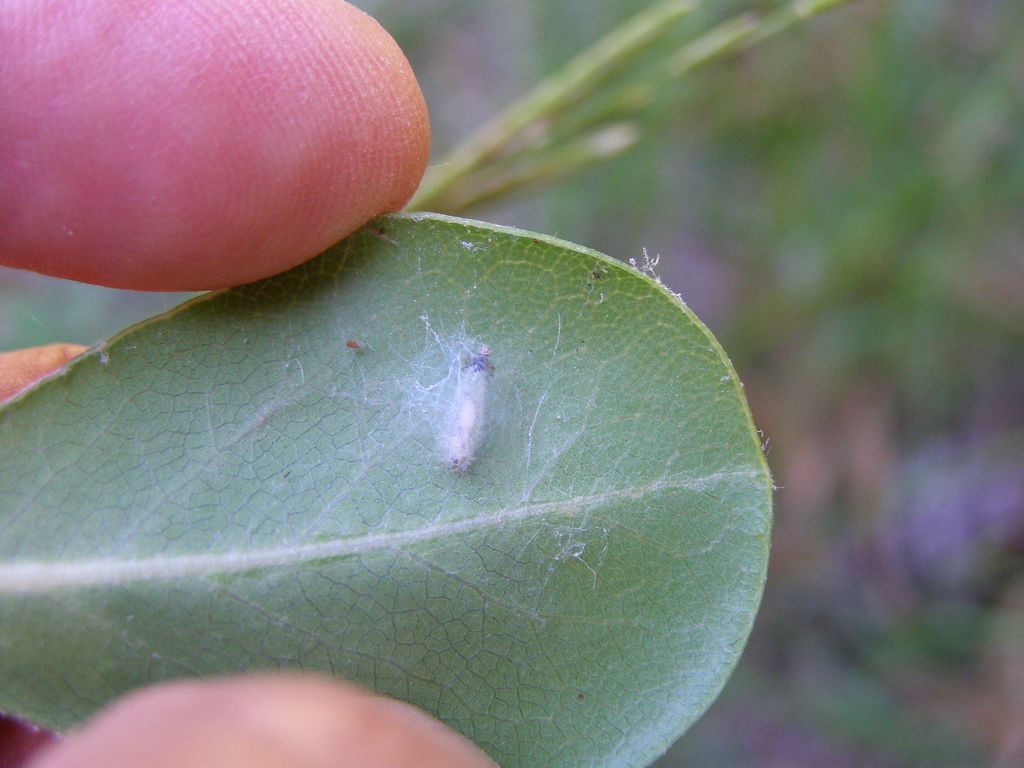